# Proteuxoa virilis
Proteuxoa virilis är en fjärilsart som beskrevs av Embrik Strand 1921. Proteuxoa virilis ingår i släktet Proteuxoa och familjen nattflyn. Inga underarter finns listade i Catalogue of Life.